# Порфирна бадемка
Порфирна бадемка (лат. Agaricus porphyrizon Orton; Agaricus purpurascens (Cke.) Pilat non Fr.) је јестива врста гљиве која расте од друге половине септембра до краја новембра. Може се наћи на пјешчаном тлу и у трави између камења поред алепских (лат. Pinus halepensis), црних борова (лат. Nigra) и црника (лат. Quercus ilex). Такође, што је ближе мору има је више, посебно на острвима и полуострвима, од Корчуле до Боке Которске. Мада их има и на Субмедитерану.

## Клобук
Клобук величине од 4-8 cm. Док је затворен, правилно полулоптаст, касније је удубљен са стране, с повишеним тјеменом. Најмлађи је блистав и сивовиолет боје, касније је блиједосивкастосмеђ и на крају кожнате боје с бијелом зоном око ивице, док кожица постаје храпава и напукла. У кожицу су урасле нити у сноповима и крљушти, жуте или лиласмеђе боје. 

## Листићи
Листићи су слободни, широки, средње густи, првобитно сиви, послије риђи, све док на крају не поцрне.

## Отисак спора
Отисак спора готово чађаво црн.

## Струк
Струк величине од 4-7/1-1,8 cm, ваљкастог облика са булбом на дну. Бијел, а булба жута, послије 12 сати пожути и доња страна прстена и струк испод њега. Гол, без чеха. Цијевасто се прошупљује. Прстен једноставан, танак, ниско постављен.

## Месо
Месо брзо пожути у дебелој кори струка. Благог укуса, мирише на бадем.

## Хемијска реакција
Хемијска реакција је позитивна, Schaefferova.

## Микроскопија
Споре 4-6/3-4,25 mi, ружичасте. По оштрици се виде стерилне длачице. Базидији 24-27/6-7 mi. И базидији и споре су са свијетлећим жутим капљицама.

## Сличне врсте
У секцији Minores, гдје су окупљени ситни шампињони с малим спорама (испод 6 микрона), као и са месом које жути и мирише на бадем, ово је најкрупнији представник. По величини, облику и бојама, па и по мирису сличан му је Бресадолин шампињон (лат. Agaricus bresadolianus Bohus) који је такође становник Медитерана. Најупадљивија разлика: има доста јак коријен који се извлачи скупа са струком и нема дашка ко клобуку. Тјеме му је сивосмеђе од обојених, ураслихкрљушти. Јавља се поред стаза по парковима, поред градских улица, посебно у близини багрема. Расте од септембра до октобра.

## Галерија
- Порфирна бадемка1
- Порфирна бадемка2
- Порфирна бадемка3